# Paectophyllum escherichii
Paectophyllum escherichii är en mångfotingart som beskrevs av Karl Wilhelm Verhoeff 1898. Paectophyllum escherichii ingår i släktet Paectophyllum och familjen kejsardubbelfotingar. Inga underarter finns listade i Catalogue of Life.